# Erreur sur la ville
Erreur sur la ville (Homer the Vigilante) est le 11e épisode de la saison 5 de la série télévisée d'animation Les Simpson.

## Synopsis
Pendant la nuit, un cambrioleur s'introduit chez les Simpson et vole des objets qui ont de la valeur. Beaucoup d'autres maisons ont été cambriolées. Face à ces vols, la police est impuissante. Pour éviter que ce genre de choses arrive à nouveau, les maisons sont ultra protégées. Lisa reste insatisfaite car le voleur lui a pris son saxophone. Homer lui promet qu'il va tout faire pour le retrouver. Il décide alors de mener un groupe d'auto-défense pour empêcher toute violation de la loi et pour retrouver le voleur. Quand ils se retrouvent tous armés, ils vont être capables de se défendre, mais vont bientôt abuser de leur pouvoir...

## Erreurs
- Lorsque Wiggum, cite l'adresse des Simpson, il se trompe et dit 723 au lieu de 742 Evergreen Terrace.
- Lorsqu'Homer démarre en trombe avec sa moto, la roue du side-car fume également, alors qu'elle n'est pas motrice.